# Duelleerclub
De duelleerclub is een club uit de Harry Potter-boekenreeks van schrijfster J.K. Rowling. Het is een club waarvan tovenaars en heksen lid kunnen zijn om te leren duelleren.
In het tweede boek richtte de toenmalige professor Verweer tegen de Zwarte Kunsten, Gladianus Smalhart, een duelleerclub op in Zweinstein voor de leerlingen, om ze weerbaarder te maken. Bij een duelleerclub duelleren tovenaars en heksen met elkaar als tijdverdrijf, duelleren kan dus zowel een hobby zijn als een gevecht op leven en dood.
Harry zat samen met zijn vrienden Ron en Hermelien op de duelleerclub.
In het vierde boek wordt Harry gedwongen door Voldemort om hetgeen hij geleerd heeft in de praktijk brengen, wanneer hij met hem in duel moet.